# Bethanidine
Betanidine (hoặc bethanidine) là một loại thuốc giao cảm.